# Нью-Бритен (Коннектикут)
Нью-Бритен (Ню Брітен, англ. New Britain, дос. «Нова Британія») — місто (англ. city) в США, в окрузі Гартфорд в центрі штату Коннектикут. Населення — 74 135 осіб (2020).

## Географія
Нью-Бритен розташований за координатами 41°40′36″ пн. ш. 72°47′10″ зх. д. / 41.67667° пн. ш. 72.78611° зх. д. (41.676555, -72.786161). За даними Бюро перепису населення США в 2010 році місто мало площу 34,88 км², з яких 34,69 км² — суходіл та 0,19 км² — водойми.

## Демографія
Згідно з переписом 2010 року, у місті мешкало 73 206 осіб у 28 158 домогосподарствах у складі 16 873 родин. Густота населення становила 2099 осіб/км². Було 31226 помешкань (895/км²).
Расовий склад населення:
| - 63,6 % — білих - 13,0 % — чорних або афроамериканців - 2,4 % — азіатів - 0,4 % — корінних американців - 16,4 % — осіб інших рас |

До двох чи більше рас належало 4,2 %. Частка іспаномовних становила 36,8 % від усіх жителів.
За віковим діапазоном населення розподілялося таким чином: 23,3 % — особи молодші 18 років, 64,8 % — особи у віці 18—64 років, 11,9 % — особи у віці 65 років та старші. Медіана віку мешканця становила 32,6 року. На 100 осіб жіночої статі у місті припадало 94,3 чоловіків; на 100 жінок у віці від 18 років та старших — 91,3 чоловіків також старших 18 років.
Середній дохід на одне домашнє господарство становив 53 246 доларів США (медіана — 40 457), а середній дохід на одну сім'ю — 61 859 доларів (медіана — 49 493). Медіана доходів становила 42 394 долари для чоловіків та 35 535 доларів для жінок. За межею бідності перебувало 23,3 % осіб, у тому числі 32,7 % дітей у віці до 18 років та 11,9 % осіб у віці 65 років та старших.
Цивільне працевлаштоване населення становило 32 572 особи. Основні галузі зайнятості: освіта, охорона здоров'я та соціальна допомога — 26,8 %, виробництво — 12,9 %, роздрібна торгівля — 12,5 %.

## Культура

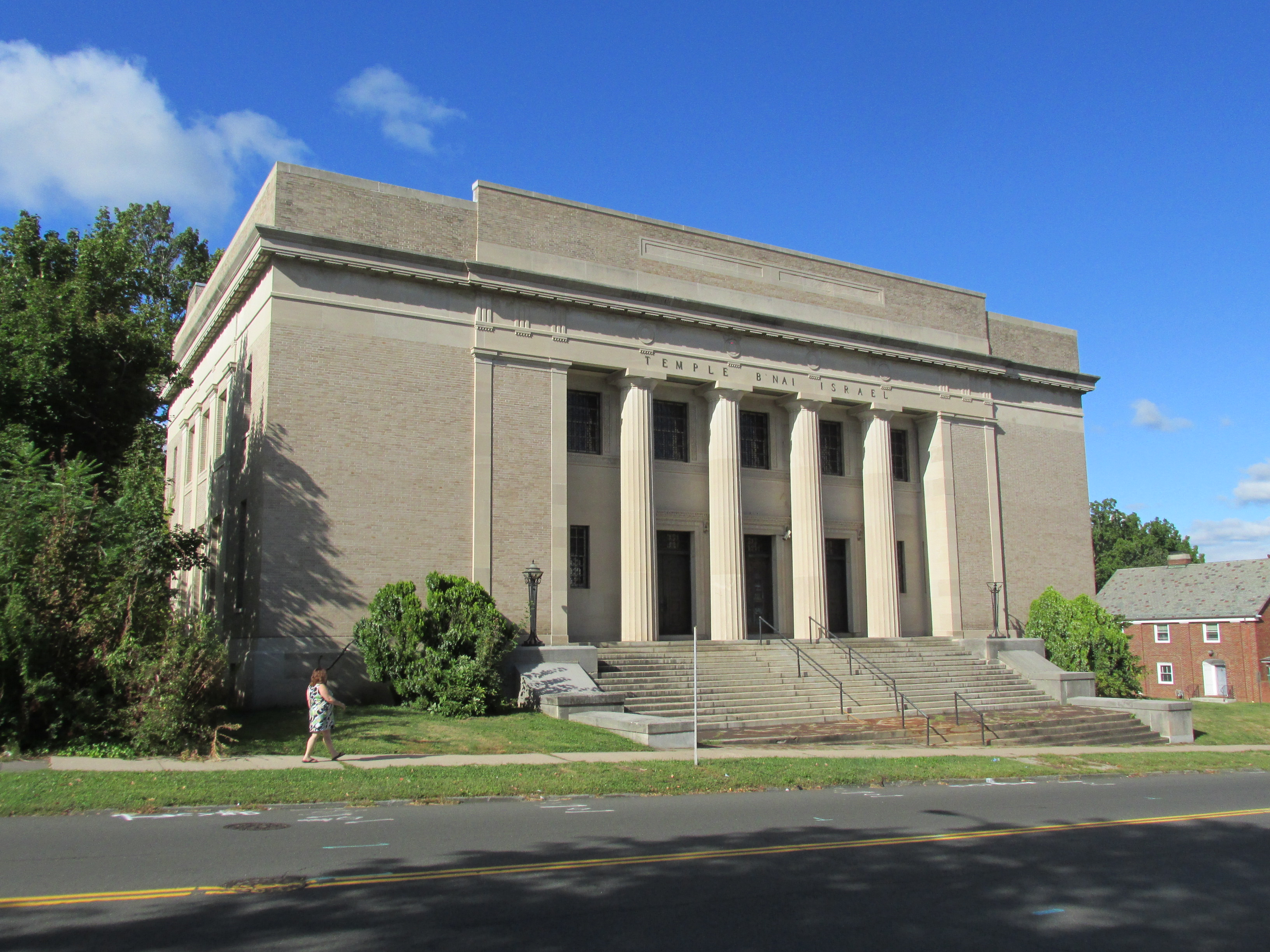

У місті розташований Нью-Бритенський музей американського мистецтва.

## Спорт
- Ветеранс Меморіал Стедіум

## Відомі люди
Померли
- Ковальчик Петро (1894–1980) — український поет, громадський діяч, редактор і видавець, військовик.